# Gijselaarsbank
De Gijselaarsbank (ook wel Werkelozenbank) is een symmetrische gedenkbank aan de kop van de Rapenburg in Leiden. De bank stamt uit 1920 en is gebouwd ter ere van Nicolaas Charles de Gijselaar, die tussen 1910 en 1927 burgemeester van Leiden was. Tijdens de Eerste Wereldoorlog (1914-1918) trachtte hij tekorten aan voedsel, kleding en brandstoffen te verminderen en deze goederen eerlijk te verdelen.

## Ontwerp
De bank werd ontworpen door de Nederlandse keramist en beeldhouwer Willem Coenraad Brouwer. Hij ontwierp een bank van baksteen en terracotta. De bank heeft achter de zitting een plantenbak met aan weerszijden een zuil. De zuilen hebben allebei een dakje. Er is beeldhouwwerk en expressief baksteengebruik toegepast. In de zuilen zijn twee symbolische figuren opgenomen. De linker met de tekst 'Rouw 1914' en de rechter met opgeheven handen en de tekst 'Herleving 1919'.

## Geschiedenis
Het besluit om een zitbank te bouwen werd genomen in 1919. De zitbank werd gebouwd in opdracht van het Leidse comité "Huldeblijk de Gijselaar". De onthulling vond plaats op 23 april 1920.
In 1983 werd de bank tijdelijk verwijderd om in 1985 na uitvoerige discussie teruggeplaatst te worden na vernieuwing van de overkluizing tussen het Galgewater en het Rapenburg. Bij deze terugplaatsing is het baksteen grotendeels is vernieuwd.
Sinds 2000 is het object opgenomen als rijksmonument in het monumentenregister. In 2016 onderging de zitbank opnieuw een grote restauratie. Hierbij is het keramiek uitgenomen, gerepliceerd en later in het jaar teruggeplaatst.

## Verwijzing
De uitdrukking hij heb z'n geld op de Gijselaarsbank is spottend gezegd iemand die helemaal geen geld meer heeft.

## Foto's

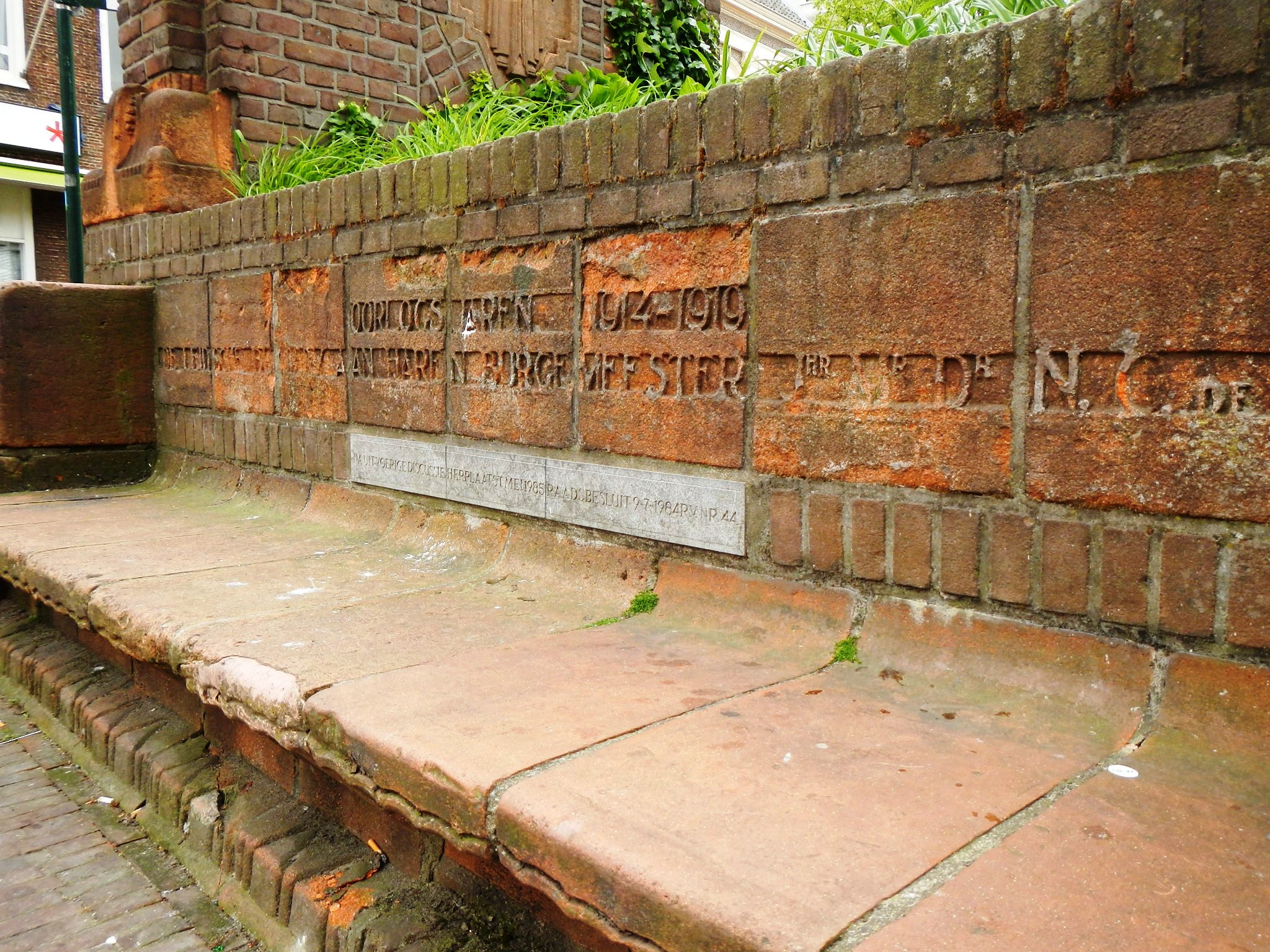
tekst op het bankje
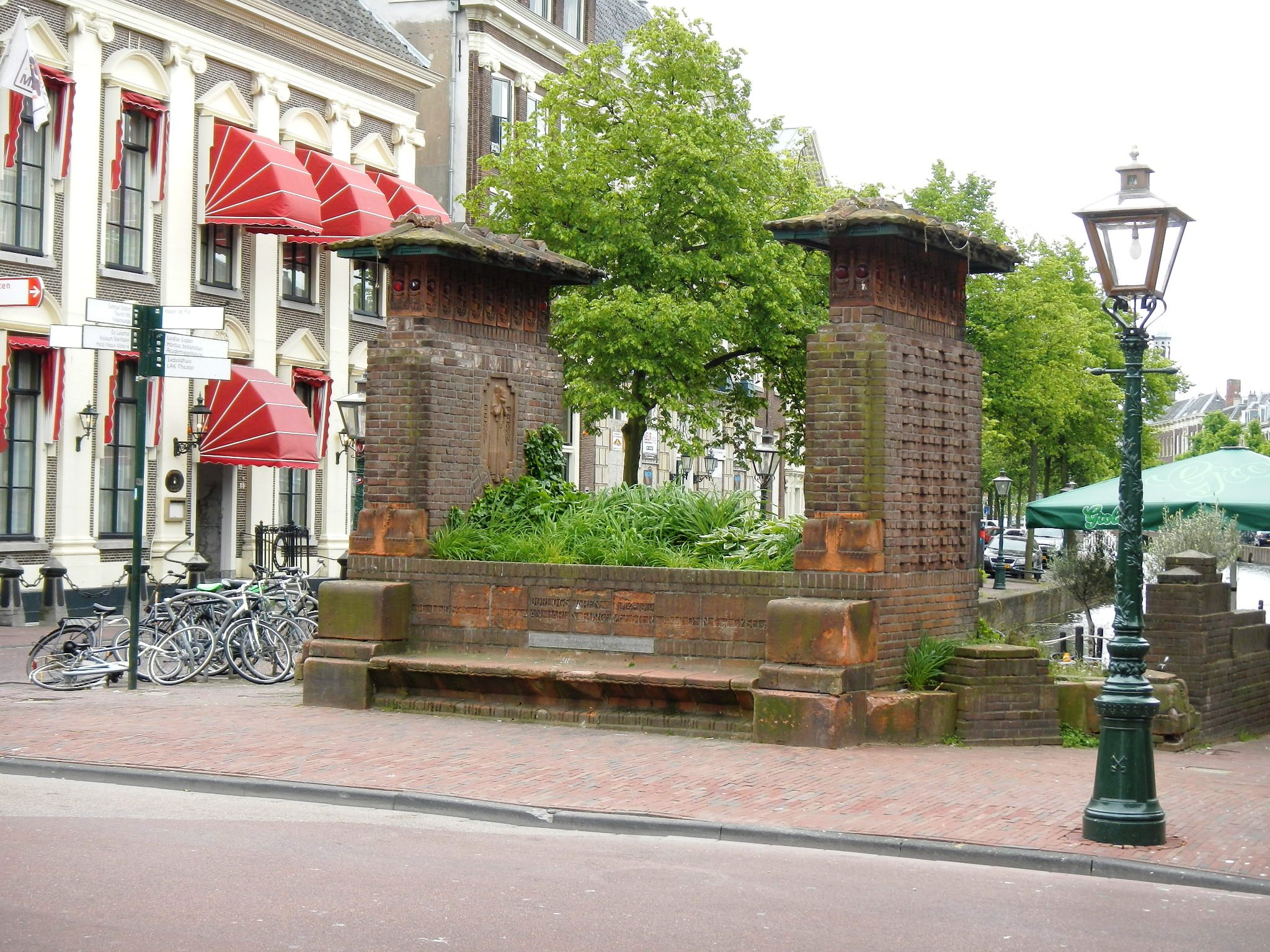
situering
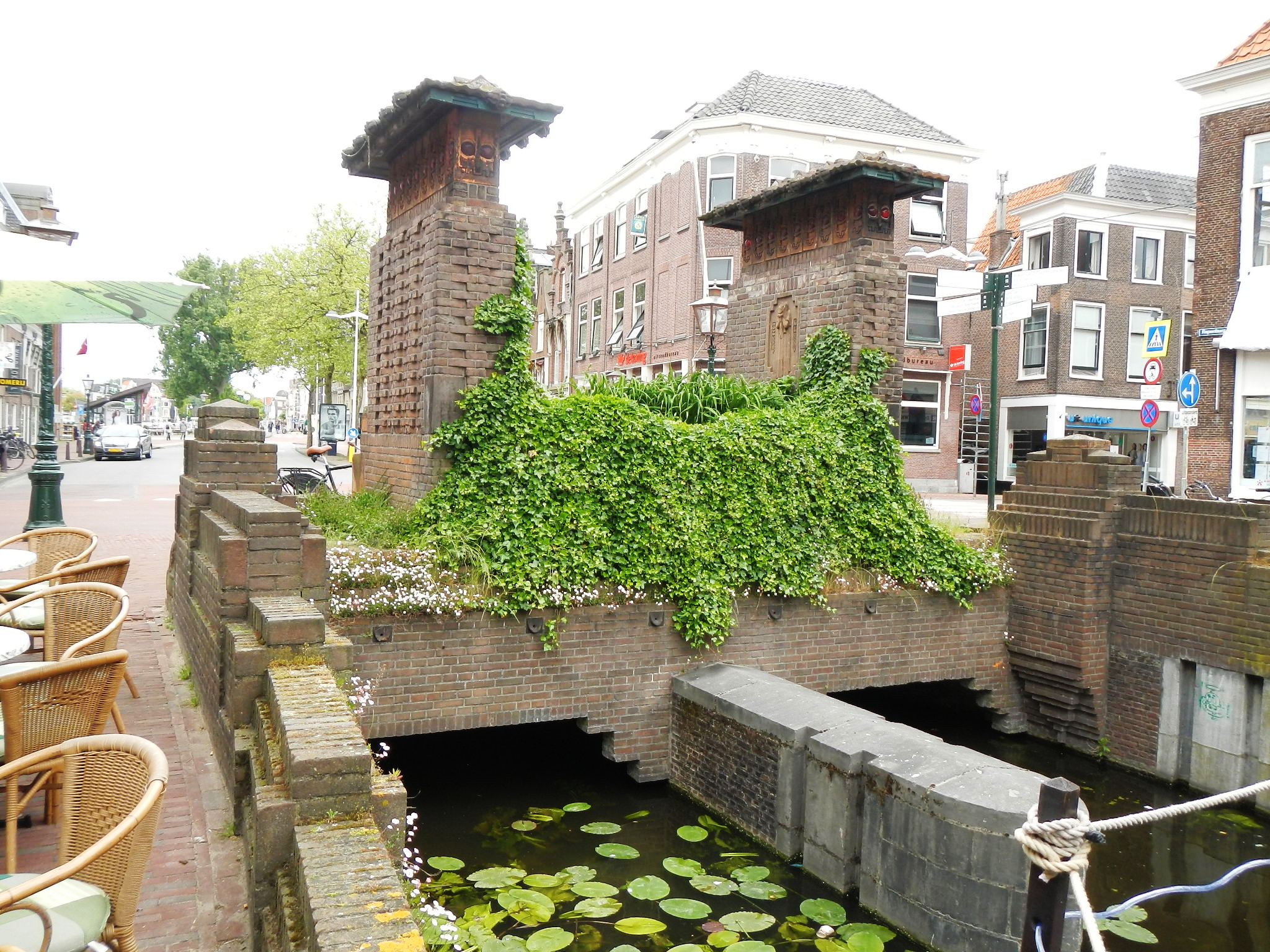
achterkant
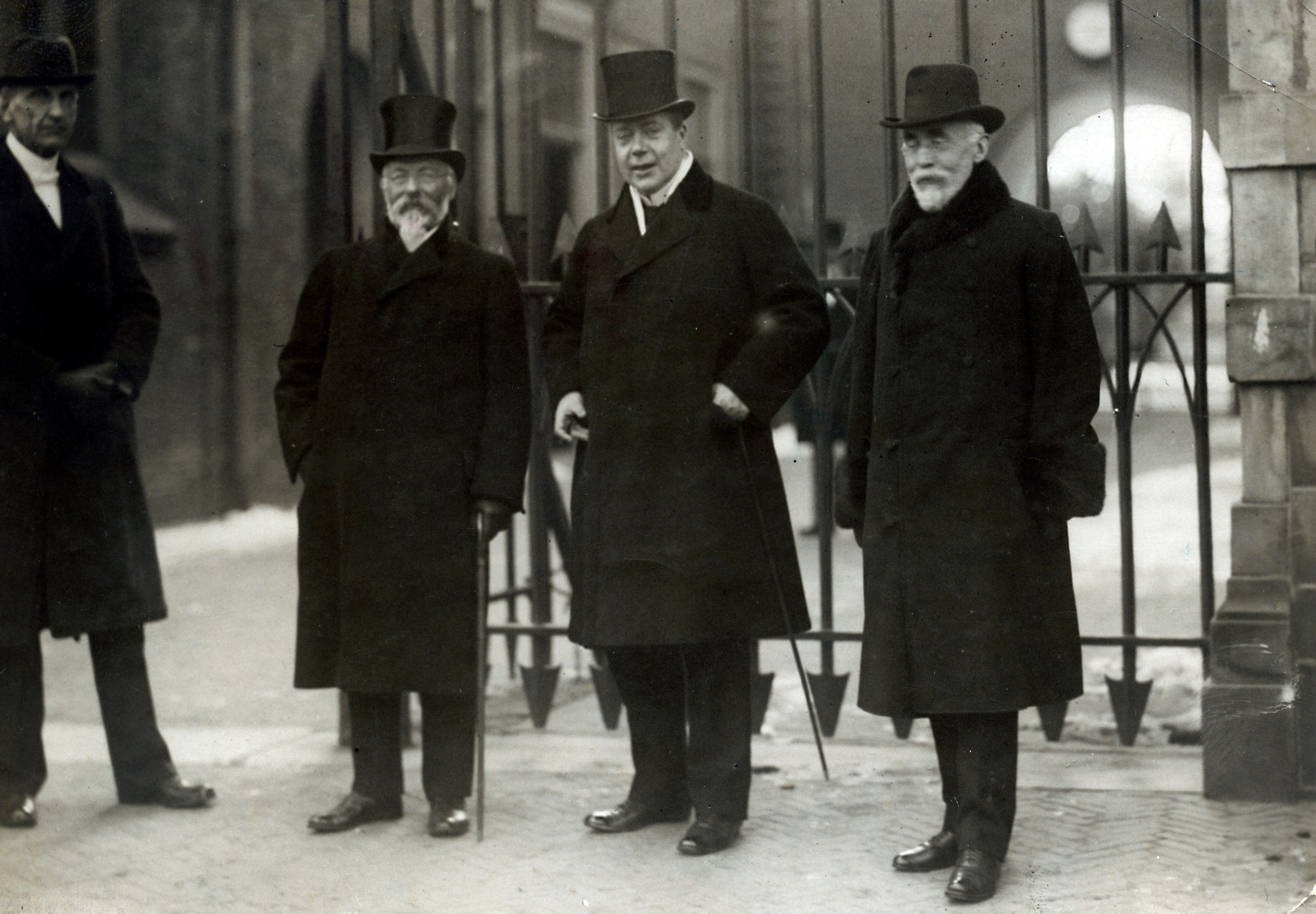
Midden burgemeester Gijselaar